# Кирсја Донгалон
Кирсја Донгалон (фр. Curciat-Dongalon) је насељено место у Француској у региону Рона-Алпи, у департману Ен (Рона-Алпи).
По подацима из 2011. године у општини је живело 454 становника, а густина насељености је износила 18,96 становника/km².

## Демографија
| 1962. | 1968. | 1975. | 1982. | 1990. | 2011. |
| ----- | ----- | ----- | ----- | ----- | ----- |
| 773   | 725   | 575   | 512   | 449   | 454   |